# 野分 (小説)
『野分』（のわき）は、夏目漱石によって書かれた中編小説。雑誌『ホトトギス』に1907年（明治40年）に掲載された。この中編小説が書かれた1907年は著者にとって転機である。夏目漱石はその年に東京大学の講師の職を辞めることを公に発表し、正規に『朝日新聞』へ投稿するようになった年である。同じ年に『虞美人草』も連載した。

## あらすじ
「野分」は3人の作家にまつわる物語である。結核持ちである高柳とお洒落な中野は若く、学生時代からお互い近い関係で、成功を夢見て努力している大学院生である。3人のうち一番年上の道也先生は故郷で教職に就いていたが、富豪と権力者への無礼な態度が原因で、村人と生徒によってその職を追われることになった。現在は東京で編集者、及び作家としての仕事に携わり、なんとか生計を立てている。彼の妻はそのことに驚きを隠せないようである。日中は雑誌編集者で、いずれ「人格論」という真剣な作品を完成させ出版することを切望している。偶然にも、100円（当時では1ヶ月分の給料に相当）をめぐって3人は出会うことになる。中野から高柳へ送られた病気療養のための海岸沿い温泉、作品を売ることで賄われた道也先生の借金、高柳の自己犠牲と償還。

## 批評
主題的に「野分」は、前作の短編小説「二百十日」、及び男性社会で成功できない若い女性の悲劇を激しくメロドラマ的に描かれた「虞美人草」と繋がっている。「二百十日」と「虞美人草」は山登りをする男2人が哲学的討論に入り込むところから始まる。「野分」は道也先生がある地区の学校で講義をしているところから始まる。「野分」と「虞美人草」は夏目漱石の作品の中でも教訓的であり、一般人や批評家から賞賛されている。
「野分」は森鷗外の短編小説「青年」と共通した部分がある。「青年」では夏目漱石をモデルにした平田拊石という登場人物がおり、文学や知的生活について講義をしている。
『帝国文学』明治38年に載せられた「倫敦塔」の始めのページで紹介されたように、漱石は退化論に再び戻ることになった。「野分」では、結核によって蝕まれていく高柳が、彼の父が過去に犯した罪が病気を引き継いでいるのと同じように引き継がれているのではないかと考えている。夏目漱石による道也先生の描き方はイプセンの『民衆の敵』に依っているところが大きい。道也は理想家で権威に対して真実を口にしようとするところから「民衆の敵」と呼ばれるイプセンのストックマン医師に似ている。